# 오사카 필하모니 교향악단

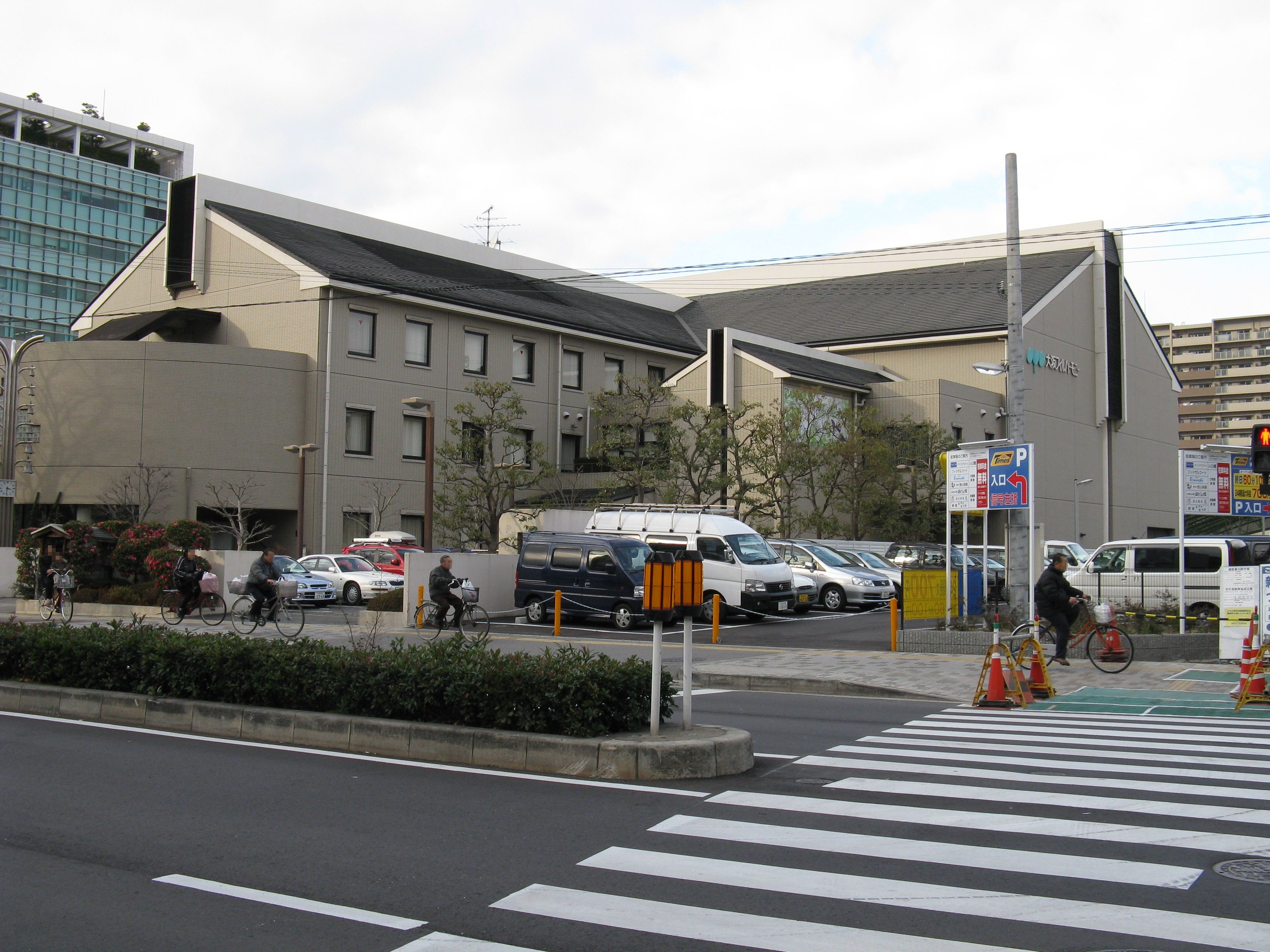

오사카 필하모니 교향악단(일본어: 大阪フィルハーモニー交響楽団, Osaka Philharmonic Orchestra)은 일본의 대표적인 관현악단이다. 1947년 3월 아사히나 다카시에 의해 결성되었으며, 창단 당시의 명칭은 '간사이 교향악단'이었다. 그 해 4월에 첫 연주회를 가졌으며, 전후의 어려운 상황 속에서도 베토벤 교향곡 전곡 연주회 시리즈를 비롯한 대담한 기획 등으로 화제가 되었다.
1960년에 현재의 이름으로 개칭했으며, 본거지인 오사카와 간사이 지방 외에 도쿄에서도 정기적으로 공연하기 시작했다. 1971년에는 서울 시민회관에서 아사히나와 임원식의 지휘로 최초의 해외 공연을 가졌으며, 이듬해인 1972년에는 제 100회 정기 연주회를 맞아 말러의 교향곡 제 8번을 간사이 지방에서 최초로 공연하고 그 실황 녹음을 레코드로 발매해 화제가 되었다.
1975년에는 첫 유럽 순회 공연을 가졌으며, 아사히나의 지휘로 베토벤과 브람스, 브루크너 등 독일어권 작곡가의 교향곡 전곡 녹음 시리즈를 여러 차례 전집으로 계속 발매하면서 해외에도 알려지기 시작했다. 이외에도 차이콥스키와 바그너, 슈만, 드보르자크, 림스키-코르사코프, 말러, 리하르트 슈트라우스 등의 작품도 실황으로 녹음되어 일본 음반사들에서 발매되었으며, 일본 관현악단들 중 가장 많은 음반을 발매한 기록을 지금도 유지하고 있다.
아사히나는 2001년까지 무려 55년간 음악 감독 겸 상임 지휘자로 재임해 빌럼 멩엘베르흐와 예프게니 므라빈스키를 능가하는 프로 관현악단 상임 역임 최장 기록을 갱신했으나, 10월 24일에 열린 나고야시 초청 공연을 끝으로 건강이 악화되어 그 해 타계했다. 후임으로 오우에 에이지가 2003년에 제 2대 음악 감독으로 발탁되어 현재까지 재직 중이며, 아사히나 시대에 유명했던 독일어권 작곡가들의 작품 외에 오페라의 연주회 형식 상연이나 근현대 작품의 레퍼토리 추가, 거리 음악회 등의 기획으로 화제가 되고 있다.